# 青山雪菜
青山 雪菜（あおやま ゆきな、1967年7月19日 - ）は、大阪府大阪市出身の女優で元星組娘役スター。
宝塚歌劇団73期生、同期は匠ひびき、えまおゆう、天海祐希、姿月あさと。本名は出原優子（旧姓）。身長160cm。出身校は大阪信愛女学院高等学校。愛称は「ゆきな」。

## 略歴
- 1985年4月、宝塚音楽学校に入学。
- 1987年、宝塚歌劇団に73期生として入団。『宝塚をどり讃歌／サマルカンドの赤いばら』で初舞台を踏む。同年星組に配属。
- 1988年、『ミッドナイト・シティ・ロマンス』でバウホール初ヒロイン、『ディガ・ディガ・ドゥ』で新人公演初ヒロインを務める。
- 1990年、『メイフラワー／宝塚レビュー'90』の宝塚大劇場公演において退団。[1]入団4年目での退団であった。退団挨拶の際、青山が入団5年目未満ゆえ（歌劇団の規定により）大階段を降りての挨拶ができないため、退団挨拶はセリに乗って舞台に登場した。これは在団中の歌劇団への貢献や、星組の好意により実現したとされる。
- 退団後は廣済堂プロダクション（当時、現在の長良プロダクションの前身）と契約し、舞台を中心に女優活動を行い、昼ドラマ『華心中』にも出演していた。結婚、出産を機に一時舞台から遠ざかっていたが現在は関西を拠点に舞台やディナーショー、ナレーションなど芸能活動を再開している。

また後進の指導にもあたっている。
- 2010年1月30日放送の毎日放送テレビ『せやねん!』内「21にしたらええねん!」のコーナーに元タカラジェンヌ50名の一人として出演。

## 宝塚歌劇団時代の主な舞台

### 星組時代
- 1987年6月、『別離の肖像』 新人公演：アネッタ（本役：綾瀬るり）
- 1987年9月、『グリーン・スリーブス』（バウ）ペネロピー・タバナー
- 1988年2月、『炎のボレロ』新人公演：モニカ（本役：毬藻えり）／『Too Hot!』
- 1988年8月、『戦争と平和』新人公演：ソーニャ（本役：毬藻えり）
- 1988年10月、『ミッドナイト・シティ・ロマンス』（バウ）ナンシー 〈バウホール公演初ヒロイン〉
- 1989年4月、『春の踊り[2]』／『ディガ・ディガ・ドゥ』イズー・ホワイトハンド、新人公演：グネビア・ツィニー（本役：毬藻えり） 〈新人公演初ヒロイン〉
- 1989年5月、『誓いの首飾り』（バウ）ジェンマ 〈バウホール公演ヒロイン〉
- 1989年9月、『ベルサイユのばら -フェルゼンとマリー・アントワネット編-』小公女、少女時代のアントワネット、新人公演：マリー・アントワネット（本役：毬藻えり） 〈新人公演ヒロイン〉
- 1989年12月、『シチリアの風』（バウ） エリーサ・メンデス
- 1990年5月、『メイフラワー』ジュリー・オーエンス、新人公演：マリー・オーエンス（本役：毬藻えり）／『宝塚レビュー'90』 〈新人公演ヒロイン・退団公演〉

## 宝塚歌劇団退団後の主な活動

### 舞台
- 1993年
  - 『赤毛のアン』ダイアナ
  - 『女たちの十二夜』ヴァイオラ（小川範子とダブルキャスト）
- 1994年
  - 『スサノオ』クシナダヒメ
- 1995年
  - 『回転木馬』ベシー・パタン

### テレビドラマ
- 『華心中』（1991年3月4日 - 3月29日、TBS系） - 美加 役
- 『暴れん坊将軍IV』 第6話「天晴れ! 孝行息子に名裁き」（1991年5月18日、テレビ朝日・東映） - お町 役
- 『長七郎江戸日記』 第3シリーズ 第24話「夢の通い路」（1991年5月7日、日本テレビ系） - 飛鳥井 役
- 『NIGHT HEAD』第7話「NIGHTMARE（悪夢）」（1992年11月19日、フジテレビ） - 朝倉友香 役
- 『世にも奇妙な物語 真夏の特別編』「隣の声」（1993年7月30日、フジテレビ） - 隣の女 役
- 『小京都ミステリー9』出雲路天女伝説殺人事件（1993年9月7日、日本テレビ系） - 三村あきこ 役

### 映画
- 『メカニカル・テレパシー』（2018年製作、シネアスト・オーガニゼーション大阪助成作品、監督：五十嵐皓子） - 塚原瑞希 役